# Єспер Блумквіст
Ларс Єспер Блумквіст (швед. Lars Jesper Blomqvist, нар. 5 лютого 1974, Тавелше, Вестерботтен, Швеція) — колишній шведський футболіст і футбольний тренер, футбольному таланту якого не судилося повною мірою розкритися через низку важких травм.
Блумквіст почав професіональну футбольну кар'єру в 1992 році в шведському клубі «Умео». За цей клуб він відіграв один сезон, після чого перейшов до більш титулованого «Ґетеборга». В складі «Ґетеборга» Блумквіст чотири рази поспіль вигравав чемпіонат Швеції (в 1993, 1994, 1995 і 1996 роках), а також дебютував в Лізі Чемпіонів, де привернув увагу футбольних селекціонерів провідних клубів Європи. В 1996 році він підписав контракт з італійським «Міланом».
В «Мілані» він відіграв лише один сезон, після чого перейшов до «Парми». За «Парму» він також відіграв один сезон, і в 1998 році був придбаний англійським клубом «Манчестер Юнайтед», де повинен був заміняти нападника «Манчестера» Райана Бріггса.
Перший сезон Блумквіста в «Манчестері» став найуспішнішим в його кар'єрі; в цьому сезоні клуб здійснив дубль у національному чемпіонаті, вигравши титул чемпіона Англії і здобувши Кубок Асоціації, а також виграв найбільший клубний турнір Європи — Лігу Чемпіонів; у фіналі Ліги 26 травня 1999 року на барселонському стадіоні «Ноу Камп» була переможена мюнхенська «Баварія». На жаль, фінал Ліги став останнім офіційним матчем Блумквіста у складі «Манчестера»: він зазнав важкої травми колінного суглоба і протягом двох наступних сезонів залишався на лавиці запасних, жодного разу не вийшовши на поле. В листопаді 2001 року він перейшов до англійського «Евертона».
Тренер Евертона Вальтер Сміт планував застосовувати Блумквіста у флангових атаках в парі з його співвітчизником Нікласом Александерссоном. Однак Блумквіст знову був травмований, і Давід Мойє, який змінив Сміта на посаді головного тренера клубу, літом 2003 року дозволив йому перейти до «Чарлтон  Атлетік». За «Чарлтон» в сезоні 2002/03 Блумквіст зіграв лише три матчі, після чого повернувся до Швеції. У Швеції він відіграв два сезони за «Юргорден» (з яким в 2003 році вп'яте став чемпіоном Швеції), після чого через проблеми зі здоров'ям в 2005 році був змушений дочасно завершити ігрову кар'єру у віці 31 року.
У складі збірної Швеції Блумквіст виходив на поле в 30 матчах; він брав участь в чемпіонаті світу 1994 року у США, на якому Швеція сенсаційно посіла третє місце.
Після закінчення ігрової кар'єри Блумквіст працював помічником тренера в клубі «Енчепінг»; також він часто бере участь у спортивних передачах шведського телебачення як футбольний експерт.

## Досягнення і нагороди
- Третє місце на чемпіонаті світу з футболу: 1994 (у складі збірної Швеції)
- Переможець Ліги Чемпіонів: 1999 (у складі «Манчестер Юнайтед»)
- Чемпіон Швеції: 1993, 1994, 1995, 1996 (у складі «Ґетеборга»), 2003 (у складі «Юргордена»)
- Чемпіон Англії: 1999, 2000, 2001 (у складі «Манчестер Юнайтед»)
- Володар Кубка Англії: 1999 (у складі «Манчестер Юнайтед»)